# Lichfield District
Lichfield District är ett distrikt (motsvarande kommun) i grevskapet Staffordshire i England, Storbritannien. Distriktet har 108 352 invånare (2022). Större orter är Burntwood och Lichfield. Distriktet är indelat i 29 civil parishes. 